# Leszek Krzyszkowski
Leszek Krzyszkowski – polski inżynier, baloniarz. Zatrudniony w Państwowej Fabryce Związków Azotowych w Mościcach. Pomysłodawca i pierwszy prezes Mościckiego Klubu Balonowego.

## Życiorys
Był zatrudniony w Państwowej Fabryce Związków Azotowych. W 1938 roku został opatentowany jego wynalazek: Urządzenie do pochłaniania chlorowodoru.
W 1933 roku jako kierownik Oddziału Elektrolizy Soli Kamiennej na Wydziale Chloru w fabryce był pomysłodawcą powstania Mościckiego Klubu Balonowego. Spotkanie założycielskie odbyło się 29 czerwca 1933 roku, gdy Eugeniusz Kwiatkowski, dyrektor Państwowej Fabryki Związków Azotowych, wyraził zgodę na jego utworzenie. Krzyszkowski został wybrany pierwszym prezesem.
Wieczorem4 grudnia 1934 roku na balonie Toruń podejmując próbę pobicia rekordu długości lotu w linii prostej dla balonów o pojemności 2200 m³ wystartowali kpt. Pomaski i inż. Leszek Krzyszkowski. Balon wylądował po przebyciu 1470 km, nie pobijając rekordu ustanowionego w 1932 roku przez amerykańskich zawodników T. Settle i Brushell podczas XX Pucharu Gordona Bennetta.
12 marca 1938 roku Leszek Krzyszkowski z Leonem Szorcem wystartowali na balonie Sanok do lotu długodystansowego w kierunku południowym. Balon o pojemności 1600 m³ został wypożyczony od działającego w Sanoku Klubu Balonowego Guma. Napełniono go mieszaniną wodoru i azotu o ciężarze właściwym, odpowiadającym używanemu wówczas gazowi świetlnemu (0,598). Piloci wylądowali po 16 godzinach we wsi Kaustice, 13 kilometrów od Wiszegradu po przebyciu w linii prostej 705 km.
Dwukrotnie wziął udział w zawodach o Puchar Gordona Bennetta. W 1937 roku stratował na balonie Polonia II z Antonim Januszem i zajęli 2 miejsce. W 1938 roku startując na balonie Warszawa II z Marianem Łańcuckim zajął 3 miejsce.
Po II wojnie światowej prawdopodobnie zamieszkał w Wielkiej Brytanii, w Stockton-on-Tees. W 1948 roku otrzymał obywatelstwo. Pracował w zawodzie. Był zatrudniony w Pennsalt Chemical Corp. i  w 1958 roku opatentował: Diaphragm cells

## Odznaczenia
- Medal Niepodległości (1933)[13]